# Ханс Шлегел
Ханс Вилхелм Шлегел (на немски: Hans Wilhelm Schlegel) е германски физик, 5-и астронавт на ФРГ, астронавт на ЕКА.

## Биография
Роден е на 3 август 1951 г. в Юберлинген, Баден-Вюртемберг, ФРГ. Ханс Шлегел учи в гр. Бенсберг (дн. район на гр. Бергиш Гладбах в Северен Рейн-Вестфалия. През 1965 г. семейството му пристига в Кьолн, където той продължава образованието си в математическа гимназия. В рамките на международния обмен учи в продължение на две години (1968—1969) в Централното училище „Луис“ в гр. Каунсил Блафс, щат Айова (САЩ). След като се завръща в Германия, завършва гимназия през 1970 г.
След това Шлегел служи две години във Въздушно-десантните войски на бундесвера (1970—1972). След като се уволнява от армията, започва да следва физика в Рейнско-Вестфалския технически университет в Аахен. През 1979 г. получава степента магистър по физика. През 1979—1986 г. работи като научен сътрудник на Вестфалския технологичен институт в същия университет. Занимава се с изучаване на електропроводимостта и оптическите свойства на полупроводниците. През 1986—1988 г. е специалист по безразрушителни методи за изпитване в частната компания Institut Dr. Förster GmbH & Co. KG в Ройтлинген.
Член е на Германското физическо дружество.

## Космическа подготовка
През август 1987 г. в Германия е проведен конкурс за набиране на астронавти за полета по програмата на Spacelab D-2 на космическия кораб „Спейс шатъл“. Ханс Шлегел е един от петте избрани кандидати. От 1988 до 1990 г. той преминава общокосмическа подготовка в Германския аерокосмически център (DLR). Подготовката включва и полети със самолет КС-135 по параболична траектория за временна безтегловност. Шлегел извършва повече от 1300 такива полета. През септември 1990 г. получава назначение в екипаж като специалист по полезни товари. През 1991—1992 г., по време на провеждането на избора на втория набор в отряда на астронавтите на ESA, е един от петте кандидати от Германия в отряда астронавти на ЕКА, но не е зачислен в него и остава астронавт на DLR.

## Първи полет с „Колумбия“
Първия си космически полет Ханс Шлегел извършва от 26 април до 6 май 1993 г. с американската совалка „Колумбия“, мисия (STS-55). Полезният товар е лабораторията Spacelab D-2. В хода на мисията са изпълнени около 90 експеримента в областта на естествените науки, физиката, робототехниката, астрономията, изследванията на земната атмосфера. Полетът продължава 9 денонощия 23 часа 39 минути и 59 секунди.

## Междуполетна дейност
През август 1995 г. Шлегел е изпратен в ЦПК „Ю. Гагарин“ за провеждане на подготовка за руско-германска експедиция на орбиталната станция „Мир“ като космонавт-изследовател. През април 1996 г. получава назначение в дублиращия екипаж (в основния екипаж Германия представя Райнхолд Евалд). По време на изпълнението на полета на основния екипаж на Союз ТМ-25 10 февруари до 2 март 1997 г. Шлегел е координатор на връзката с екипажа в Центъра за управление на полетите.
През юни 1997 – януари 1998 г. преминава задълбочена подготовка в ЦПК за придобиване на квалификацията бординженер на станцията „Мир“.
През 1998 г. Х. Шлегел става член на отряда на астронавтите на ЕКА и през август същата година е изпратен в Космическия център Л. Джонсън за преминаване на подготовка за специалист на полетите, заедно с астронавтите на НАСА - група 17. Освен това той получава назначение в отдела за гласова връзка с екипажа на МКС.

## Втори полет с „Атлантис“
През юли 2006 г. Ханс Шлегел е назначен в екипажа на мисия Атлантис, мисия STS-122, главната задача на който е доставка в орбита на европейския космически модул „Калъмбъс“ и скачването му с МКС.
Полетът протича от 7 до 20 февруари 2008 г. с кораба „Атлантис“. В хода на полета Ханс Шлегел извършва излизане в открития космос с продължителност 6 часа 45 минути с цел подготовка на модула за научна работа, а също така да се замени изразходвания резервоар с компресиран азот на корпуса на станцията. Продължителността на втория полет на Шлегел е 12 денонощия 18 часа 21 минути и 38 секунди.

## Награди
- Кавалер на Ордена „За заслуги пред Федерална Република Германия“ – 1-ви клас
- Орден на Дружбата

## Семейство
Женен за бившата кандидат-астронавтка Хайке Шлегел-Валпот, има седем деца (голямото – от първия брак на съпругата му).

## Галерия
- Първа разходка на Шлегел, мисия STS-122
- Шлегел по време на втората си космическа разходка, мисия STS-122
- Шлегел в модула „Калъмбъс“
- Шлегел, 2009
- Шлегел, 2009